# Resistance (film)
Resistance je britsko-německý dramatický film z roku 2011, režijní debut Amita Gupty, který byl natočen podle stejnojmenného románu Owena Sheerse. Odehrává se v alternativní realitě roku 1944, kdy spojenecké vylodění v Normandii neuspělo a Němci naopak postupně okupují Británii. Skupina německých vojáků vedených kapitánem Albrechtem Wolframem (Tom Wlaschiha) přichází na podzim do horského údolí Olchon, kde najdou jen opuštěné ženy a během kruté zimy, která je v údolí uvězní, hledají cestu mezi nedůvěrou a vzájemnou potřebností. Film měl premiéru 25. listopadu 2011.

## Děj
Ponurý příběh se odehrává v alternativní realitě roku 1944, kdy spojenecké vylodění v Normandii neuspělo a Němci naopak postupně okupují Británii. V zapadlém Olchonském údolí sevřeném mezi horami na hranicích Anglie a Walesu je jen pár osamocených stavení obývaných sotva tuctem lidí. Všichni muži však jedné noci beze slova opustí svoje ženy a dcery a vydají se do kopců, aby se přidali k protiněmeckému odboji. Ráno se probudí osamocená Sarah a marně hledá svého muže Toma, stejně tak nejstarší Maggie, blonďatá Sian i Ruth s dcerou Bethan a malými dětmi. Ženám nezbývá než postarat se o své statky a čekat – den, dva, týden... Mladého George z městečka mezitím podněcuje Tommy Atkins k aktivnímu odboji, zatímco Georgův otec setrvává v pasivní netečnosti.
Do údolí přijíždí skupina německých vojáků pod vedením kapitána Albrechta Wolframa a pátrá po hodnotné středověké mapě, George sleduje zpovzdálí jejich příjezd a dává zprávy odbojářům. Wolfram si zřídí hlídkové stanoviště na radnici (The Court) a oficiálně přebírá kontrolu, na týden či dva. Jenže je říjen a zima do hor přichází rychle. Hledání mapy se prodlužuje, vojáci už očekávají brzký konec války a kapitánovi se zalíbí Sarah. Uvažuje o tom, že by se i se svými muži mohl pozdržet v údolí stranou válečné vřavy. Když se mu podaří najít mapu ukrytou v jeskyni na kopcích, zatají ji i před vlastními muži. Opuštěné ženy těžko samy zvládají nástrahy zimy a Wolfram zaúkoluje své vojáky, aby jim pomohli. I když stále panuje oboustranná podezřívavost, v zájmu obou skupin v údolí je neupoutat pozornost gestapa a nenechat sem přivést více vojáků. Starší Maggie přijme pomoc Bernhardta, který nachází zálibu u jejích koní, zatímco další vojáci vypomáhají Ruth a zálibně pokukují po její dceři Bethan. Sarah sbližování odolává a píše deník adresovaný svému nepřítomnému muži Tomovi.
Kapitán Wolfram sjede dolů do údolí a na cestě zadrží George vezoucího poštu z městečka. Aby udržel odtržení od světa, dopisy mu sebere a spálí. Všem obyvatelkám také zakazuje opuštění domovů. Zima je přečkána, vojáci odkládají svoje obnošené uniformy a vezmou si civilní oděvy po uprchlých mužích. Albrecht Wolfram přinese Sarah k narozeninám gramofon, ale ta jej odmítne. Aby si získal její důvěru, vezme ji do jeskyně ukázat mapu se středověkým uměleckým vyobrazením světa, vzácný relikt ukrytý zde před nacisty. On sám to před válkou studoval, cítí tedy silný sentiment k podobným dílům. Mezitím z kopců přichází Atkins, prchající ze zajetí a ještě zbitý z výslechu gestapa. Wolframovi muži ho však zadrží, a aby zamezil potížím, nechá jej kapitán zabít, i když se Atkins domáhá statutu válečného zajatce. 
Zdejší soužití pokračuje a Albrecht se zlehka sbližuje se Sarah. Ta se při návštěvě prázdného kostela rozvzpomene na svatbu s Tomem a zahlédne ve vývěsce leták zvoucí na farmářské trhy v městečku Llanthony. Přesvědčí Maggie, aby se tam vypravily a zjistily něco o svých mužích. Wolfram je ale podezřívavý, dovolí Maggie vzít hříbě na soutěžní výstavu koní, ale Sarah s ní nepustí, místo ní vyšle Bernhardta v civilu coby vzdáleného bratrance oněmělého z fronty. Soutěž jde dobře a hříbě dostane třetí cenu, Maggie se však od své známé Helen dozví, že nacité dopadli a popravili odbojáře, kteří vyhodili do povětří železniční most a že snad mezi nimi měl být i Maggiin manžel Will. Celá zpražená se vrátí domů, to však není všechno. Na výstavě ji s Bernhardtem zahlédl George, a pamětliv Atkinsových pouček, že kolaborace s nepřítelem je netolerovatelná, vytáhne ze skrýše ostřelovací pušku a vydá se k Maggiinu statku. Zastřelí jen koně, Maggie se však z toho zhroutí. Zatímco o ni Sarah pečuje, Wolframova skupina horečně, ale marně pátrá po střelci. Ve vypjaté atmosféře uteče mladý Steiner i s vysílačkou, aby z kopců zavolal na velitelství. 
Albrecht ihned pozná, že je v ohrožení jeho sen o klidném přečkání zbyku války, a naléhá na Sarah, aby s ním prchla do bezpečí, než přijedou další vojáci. Sarah kapitánovi přislíbí, že jen vezme náhradní oblečení a přijde za ním. Když mu však dojde, že něco není v pořádku, a vrátí se k ní domů, najde už jen otrávené psy a v rodinné bibli čerstvý zápis jejího data úmrtí. Sarah vnikne do utajené jeskyně, kde nadobro zničí vzácnou mapu, a vypraví se hledat svého muže Toma, ať už to má znamenat cokoli.

## Postavy a obsazení
| Andrea Riseborough | Sarah Lewisová, opuštěná manželem Tomem                          |
| Tom Wlaschiha      | Albrecht Wolfram, kapitán německé pátrací jednotky               |
| Alexander Doetsch  | Steiner, mladý německý voják, radista                            |
| Stanislav Ianevski | Bernhardt, zjizvený německý voják                                |
| George Taylor      | Gernot, německý voják                                            |
| Anatole Taubman    | Sebald, starší německý voják                                     |
| Nia Gwynne         | Sian, sousedka                                                   |
| Sharon Morgan      | Margaret „Maggie“ Jonesová, starší žena opuštěná manželem Willem |
| Kimberley Nixon    | Bethan, dcera Ruth                                               |
| Mossie Smith       | Ruth, matka Bethan                                               |
| Melanie Walters    | Helen Robertsová, Maggiina známá z městečka                      |
| Tomos Eames        | Tom Lewis, manžel Sarah                                          |
| Iwan Rheon         | George, mladý odbojář                                            |
| Simon Armstrong    | Georgův otec                                                     |
| Michael Sheen      | Tommy Atkins, zapálený starší odbojář                            |